# CAN YOU WALK WITH ME??
「CAN YOU WALK WITH ME??」（キャン ユー ウォーク ウィズ ミー）は、日本の女性アイドル歌手・柏木由紀の楽曲。2021年3月3日に柏木の3作目のCDシングルとしてキングレコードから発売された。

## 概要
柏木由紀にとっては約7年5か月ぶりのソロシングルである。
プロデュースを担当するのは、BiSH、BiS、豆柴の大群、EMPiREらが在籍する音楽事務所WACK代表取締役の渡辺淳之介 。今回のプロデュースは2020年5月19日に放送されたラジオ番組『TOKYO SPEAKEASY』での対談がきっかけである。
また本シングルから柏木は、エイベックスの個人レーベル「YukiRing」からキングレコードに移籍した。
シングルは初回限定生産盤と通常盤が発売され、初回限定生産盤には、「CAN YOU WALK WITH ME?? 」のミュージックビデオと2020年12月27日に開催されたディナーショー「寝ても覚めてもゆきりんワールド〜ディナーショーでも夢中にさせちゃうぞっ♡〜」の公演内容を収録したBlu-ray Disc、未完成パズルピースセット（63ピース）、プレミアムイベント応募シリアルナンバーが封入されている。また、通常盤には7種類のパズルピースがランダムで1ピース封入されている。
2021年2月5日、渡辺が制作の指揮を取ったミュージックビデオが、YouTubeで公開された。

## シングル収録トラック

### 初回限定生産盤
| 全作曲: 松隈ケンタ、全編曲: SCRAMBLES。 |                                           |                  |            |      |
| #                                       | タイトル                                  | 作詞             | 作曲・編曲 | 時間 |
| 1.                                      | 「CAN YOU WALK WITH ME??」                | 松隈ケンタ×JxSxK | 松隈ケンタ | 4:20 |
| 2.                                      | 「You and I」                             | 松隈ケンタ×JxSxK | 松隈ケンタ | 3:22 |
| 3.                                      | 「Why don’t you??」                       | JxSxK            | 松隈ケンタ | 3:20 |
| 4.                                      | 「CAN YOU WALK WITH ME?? (Instrumental)」 |                  | 松隈ケンタ | 4:20 |
| 5.                                      | 「You and I (Instrumental)」              |                  | 松隈ケンタ | 3:22 |
| 6.                                      | 「Why don’t you?? (Instrumental)」        |                  | 松隈ケンタ | 3:18 |
| 合計時間:                               | 合計時間:                                 | 合計時間:        | 22:02      |      |

#### 初回限定生産盤付属Blu-ray
1. CAN YOU WALK WITH ME??　Music Video
2. 「寝ても覚めてもゆきりんワールド〜ディナーショーでも夢中にさせちゃうぞっ♡〜（special edit ver.）」
＜Main Tracks＞
  1. ショートケーキ
  2.  クラス会の後で
  3. てもでもの涙
  4. PRIDE
  5. あなたに逢いたくて〜Missing You〜
  6. Birthday wedding
  7.  Green Flash
  8. 火山灰
  9. 遠距離ポスター
  10. ジェラシーパンチ
  11.  Only today
  12. ずっと 前から
  13. あなたと私
  14. 夜風の仕業

＜Bonus Tracks＞
  1. まちぶせ
  2. Rainy day

＜Special Tracks＞
  1. CAN YOU WALK WITH ME??
  2. You and I

### 通常盤
| 全作曲: 松隈ケンタ、全編曲: SCRAMBLES。 |                                           |                  |            |      |
| #                                       | タイトル                                  | 作詞             | 作曲・編曲 | 時間 |
| 1.                                      | 「CAN YOU WALK WITH ME??」                | 松隈ケンタ×JxSxK | 松隈ケンタ | 4:20 |
| 2.                                      | 「You and I」                             | 松隈ケンタ×JxSxK | 松隈ケンタ | 3:22 |
| 3.                                      | 「CAN YOU WALK WITH ME?? (Instrumental)」 |                  | 松隈ケンタ | 4:20 |
| 4.                                      | 「You and I (Instrumental)」              |                  | 松隈ケンタ | 3:22 |
| 合計時間:                               | 合計時間:                                 | 合計時間:        | 15:24      |      |